# Маккарти, Кормак
Ко́рмак Макка́рти (англ. Cormac McCarthy; 20 июля 1933[…], Провиденс, Род-Айленд, США — 13 июня 2023, Санта-Фе, Нью-Мексико, США) — американский писатель-романист, прозаик и драматург, сценарист.
Автор ряда романов, пьес и киносценариев. Основные жанры: южная готика, вестерн, постапокалиптика. Получил Пулитцеровскую премию и премию Джеймса Тейта Блэка за роман «Дорога». В 1992 году Кормак Маккарти получил Национальную книжную премию и Национальную книжную премию критиков за роман «Кони, кони». В 2005 году вышел его роман «Старикам тут не место», а в 2007-м по нему был снят одноимённый фильм, который получил четыре премии «Оскар» Академии кинематографических искусств, в том числе в номинации «Лучший фильм».
Его роман 1985 года «Кровавый меридиан» был внесён в список «100 лучших книг на английском языке, изданных в период с 1923 по 2005 год» по версии журнала Time. В 2006 году The New York Times поместила этот роман на второе место в списке лучших американских романов, опубликованных за последние 25 лет.
Литературный критик Харольд Блум назвал Маккарти одним из четырёх крупнейших американских писателей своего времени, в одном ряду с Доном Делилло, Томасом Пинчоном и Филиппом Ротом.
В 2010 году The Times поставила роман «Дорога» на первое место в своём списке «100 лучших художественных и научно-популярных книг за последних 10 лет». Кормака Маккарти часто называют современным Фолкнером. До своей смерти в 2023 году Маккарти нередко упоминался в качестве возможного кандидата на получение Нобелевской премии по литературе (по информации влиятельной шведской газеты Svenska Dagbladet).
Старший фелло и член совета попечителей Института Санта-Фе, член Американского философского общества (2012).
Специализированный американский «Журнал по творчеству Кормака Маккарти» издаётся Обществом Кормака Маккарти (англ. The Cormac McCarthy Society).

## Биография
Родился 20 июля 1933 в семье преуспевающего юриста, из шести детей был третьим по старшинству. Имя «Чарльз», полученное при рождении, сменил на «Кормак» в честь легендарного ирландского короля (согласно другим источникам, это было сделано по настоянию семьи — по-гэльски имя означает «сын Чарльза»).
В 1937 году семья Маккарти поселилась в Ноксвилле (штат Теннесси), где Кормак стал посещать католическую школу. После её окончания поступил в Университет Теннесси, где два года изучал гуманитарные науки.
В 1953 году Кормак Маккарти был призван в армию и четыре года (два из них на Аляске) прослужил в ВВС США. После демобилизации вернулся в университет. Два рассказа, опубликованных в студенческой газете в 1959-м и 1960-м годах, стали его литературным дебютом и принесли начинающему писателю первые награды.
В 1961 году Маккарти женится на Ли Холлиман, тоже студентке, и после рождения сына Каллена Маккарти бросает университет. Молодая семья переезжает в Чикаго, где Кормак устраивается автомехаником и параллельно работает над первым романом. Ещё до его выхода первый брак Маккарти распадается.
В 1965 году, получив специальную стипендию от Американской академии искусств и литературы, писатель отправляется на родину предков в Ирландию, на океанском лайнере Sylvania. Во время путешествия Маккарти знакомится с английской певицей и танцовщицей Энн Делайл, которая вскоре становится его женой. В этом же году в издательстве Random House выходит его дебютный роман, написанный под влиянием Уильяма Фолкнера — «Хранитель сада» (англ. The Orchard Keeper).
В 1966 году Маккарти удостаивается ещё одного гранта, на сей раз от Фонда Рокфеллера, благодаря которому может позволить себе и жене масштабный тур по Западной и Южной Европе. На некоторое время Маккарти оседают на острове Ивиса, где писатель заканчивает второй роман, «Тьма снаружи» («Outer Dark») — мрачную сагу о грехе, искуплении и насилии. Как и первый, он получает благосклонную критику.
В 1967 году пара возвращается в Америку и поселяется в городке Рокфорд (Теннесси). Через два года, получив почётную стипендию Гуггенхайма за «писательское мастерство», Маккарти приобретает старый амбар близ города Луисвилла, штат Теннесси, и собственными руками превращает его в дом.
В 1973 году выходит роман «Дитя Господне» («Child of God»), частично основанный на реальных событиях. Реакция критики на этот раз была смешанной: автор не только экспериментирует с литературной формой, перемешивая различные стили и полностью игнорируя кавычки, но и затрагивает, ещё смелей чем прежде, «опасные» темы — сексуальные извращения (включая некрофилию и педофилию), насилие, социопатию, выживание любой ценой, расизм.
В 1976 году Маккарти расстается со второй женой (официально развод был оформлен лишь через несколько лет) и переезжает в Эль-Пасо, штат Техас, где жил до недавнего времени.
Через три года вышел четвёртый роман, над которым писатель работал в общей сложности двадцать лет — «Саттри» (Suttree). В этой книге, рассказывающей о Корнелиусе Саттри — человеке, вырвавшемся из тисков среднего класса ради непритязательной жизни рыбака, прослеживаются автобиографические мотивы. Критики сравнивали её с «Улиссом» Джеймса Джойса, «Консервным рядом» Джона Стейнбека и «Приключениями Гекльберри Финна» Марка Твена. В отличие от предыдущих романов, «Саттри» полон юмора.
Оставаясь финансово независимым благодаря стипендиям и грантам, Маккарти продолжает работать над новыми книгами. В 1985 году публикуется его первый общепризнанный шедевр — «Кровавый меридиан, или Закатный багрянец на Западе» («Blood Meridian, or the Evening Redness in the West»). Начиная с этого романа, повествующего о бандитах-охотниках за скальпами, проза Маккарти тяготеет к жанру вестерна — переосмысленного на принципиально новом уровне. Интерпретаций «Кровавого меридиана» существует столько же, сколько читавших его критиков. В 2006 году по результатам опроса, проведённого среди писателей и издателей, роман вошёл в число величайших американских романов последней четверти XX столетия и занял в списке вторую позицию.
Однако настоящее признание пришло к Маккарти с выходом в 1992 году романа «Кони, кони», вместе с «За чертой» («The Crossing», 1994) и «Городами прерии» («Cities of the Plain», 1998) образующего так называемую «Пограничную трилогию».
В первое десятилетие XXI века на творчество Маккарти, теперь уже состоявшегося классика, обратили внимание кинематографисты. За экранизацией романа «Кони, кони…» (в русском прокате «Неукротимые сердца») в 2005 году последовал фильм прославленных братьев Коэнов «Старикам тут не место», снятый по одноимённой книге 2005 года. Картина довольно точно воспроизводит сюжет и дух литературной основы — жестокого вестерна в современных декорациях — и отмечена более чем 75 кинонаградами, включая четыре премии «Оскар» (за лучший фильм, лучшую режиссуру, лучшую роль второго плана (Хавьер Бардем в роли Антона Чигура) и лучший сценарий).
В сентябре 2009 года вышел на экраны фильм по самой свежей на тот момент работе Маккарти — роману «Дорога» («Путь»), удостоенному самой престижной в США литературной награды, Пулитцеровской премии. В этой книге, имеющей оглушительный успех по всему миру, автор впервые обращается к фантастическому жанру напрямую: действие происходит в постапокалиптическом будущем Земли, опустошённой неизвестной катастрофой. Отец и сын, которым повезло — или не повезло? — выжить, бредут по бесконечной дороге, надеясь добраться до тёплых краёв…
Кормак Маккарти жил в городе Тесук, штат Нью-Мексико, к северу от Санта-Фе, с третьей женой, Джениффер Уинкли, и сыном Джоном, появившимся от этого брака. Интервью он давал крайне редко и о своём творчестве рассуждать не любил, так что большинство его романов открыто для толкований.
По признанию Маккарти, он недолюбливает авторов, которых «не интересуют вопросы жизни и смерти» — к примеру, Генри Джеймса и Марселя Пруста. «Для меня это не литература», — говорит писатель. Своей любимой книгой Маккарти называл «Моби Дика» Германа Мелвилла.
В 2007 году ведущая известного ток-шоу Опра Уинфри порекомендовала роман Маккарти «Дорога» в своём Книжном клубе. В результате, Маккарти согласился дать своё первое интервью телевидению. Оно транслировалось на шоу Опры Уинфри 5 июня 2007 года. Интервью состоялось в библиотеке Института Санта-Фе. Маккарти сказал Уинфри, что он не знает никаких писателей и обществу литераторов предпочитает общество учёных. Во время интервью он рассказал несколько историй из своей жизни, иллюстрирующих крайнюю степень нищеты, которую он не раз пережил за свою писательскую карьеру. Он также рассказал об опыте отцовства в преклонном возрасте и о том, что именно его восьмилетний сын вдохновил его на идею романа «Дорога». Маккарти заявил, что он предпочитает «простые декларативные предложения» и никогда не использует точку с запятой. Также он не использует кавычки для диалогов и считает, что нет никаких оснований «пачкать страницы странными маленькими значками».
В 2022 году незадолго до смерти Маккарти опубликовал два романа-двойника, заметно отличающихся по тематике от предыдущих: «Пассажир» и «Стелла Марис».
Скончался 13 июня 2023 года в возрасте 89 лет.
Журнал «Rolling Stone» отмечает в некрологе вдохновляющее влияние прозы Маккарти на музыкантов, он и сам мог сыграть на гитаре и спеть песню с одного прослушивания. В последнем произведении Маккарти «Стелле Марис» музыка играет особенную, сакральную и мистическую роль, как нечто высшее и единственное, что останется, когда все исчезнет (по Шопенгауэру).

### Семья

#### Дети
- Каллен Маккарти, сын (мать Ли Холлеман)
- Джон Фрэнсис Маккарти, сын (мать Дженнифер Уинкли)

#### Браки
- Ли Маккарти, урождённая Холлеман (поженились в 1961 году, развелись в 1962 году)
- Анни Делайл (поженились в 1967 году, развелись в 1981 году)
- Дженнифер Уинкли (поженились в 1997  году, развелись в 2006 году)

### Романы
- «Хранитель сада» (англ. The Orchard Keeper, 1965) ISBN 0-679-72872-4
- «Тьма снаружи» (Outer Dark, 1968) ISBN 0-679-72873-2
- «Дитя бога» (Child of God, 1974) ISBN 0-679-72874-0
- «Саттри» (Suttree, 1979) ISBN 0-679-73632-8
- «Кровавый меридиан» (Blood Meridian, Or the Evening Redness in the West, 1985) ISBN 0-679-72875-9
- «Кони, кони» (All the Pretty Horses, 1992) ISBN 0-679-74439-8
- «За чертой» (The Crossing, 1994) ISBN 0-679-76084-9
- «Содом и Гоморра. Города окрестности сей[англ.]» (Cities of the Plain, 1998) ISBN 0-679-74719-2
- «Старикам тут не место» (No Country for Old Men, 2005) ISBN 0-375-70667-4
- «Дорога» (The Road, 2006) ISBN 0-307-38789-5
- «Пассажир» (The Passenger, 2022) ISBN 0-307-26899-3
- «Стелла Марис» (Stella Maris, 2022) ISBN 0-307-26900-0

### Сценарии
- «Сын садовника» (The Gardener’s Son, 1976) ISBN 0-88001-481-4
- «Советник» (The Counselor)

### Пьесы
- The Stonemason (1995)
- The Sunset Limited (2006) Вечерний экспресс «Сансет Лимитед»

### Эссе
- Кормак Маккарти. Проблема Кекуле. Каково происхождение языка? (англ.) = The Kekulé Problem. Where did language come from? // Nautilus Quarterly : Ежеквартальный научный журнал. — 2017. — 17 April. — P. 22—31. Архивировано 15 июля 2024 года.

## Экранизации произведений
- 1977 — The Gardener’s Son — Часть серии для PBS. Вышел в эфир в январе 1977 года. Маккарти написал сценарий по просьбе режиссёра Ричарда Пирса.
- 2000 — «Неукротимые сердца» (All the Pretty Horses) — режиссёр Билли Боб Торнтон.
- 2007 — «Старикам тут не место» / No Country for Old Men — режиссёры Братья Коэн. Фильм номинирован на 8 категорий Киноакадемии и получил четыре награды «Оскар»: лучший фильм, лучшая мужская роль второго плана, лучшая режиссура и лучший адаптированный сценарий.
- 2009 — Outer Dark
- 2009 — «Дорога» / The Road — режиссёр Джон Хиллкоут.
- 2011 — «Вечерний экспресс „Сансет Лимитед“» / The Sunset Limited — режиссёр Томми Ли Джонс
- 2013 — «Дитя божье» / Child of God — режиссёр Джеймс Франко

## Награды
- 1959 — награда университетского фонда Ingram-Merrill
- 1960 — награда университетского фонда Ingram-Merrill
- 1965 — премия Фолкнера за роман «Хранитель сада»
- 1965 — стипендия Американской академии искусств и литературы
- 1969 — стипендия Гуггенхайма для писателей
- 1981 — стипендия Фонда Макартуров
- 1992 — Национальная премия по литературе и Национальная книжная премия критиков за роман «Кони, кони»
- 2006 — Мемориальная премия Джеймса Тейта Блэка за роман «Дорога»
- 2007 — Пулитцеровская премия в номинации художественная литература за роман «Дорога»
- 2008 — Премия PEN/Saul Bellow Award for Achievement in American Fiction за вклад в американскую художественную литературу